# Christel Goltz
Christel Goltz (Dortmund, 8 de julho de 1912 – Baden, 15 de novembro de 2008) foi uma cantora soprano de ópera alemã, tendo se destacado como uma das principais sopranos dramáticos da sua geração. Detentora de uma voz rica com um alcance e intensidade brilhantes, Goltz esteve particularmente associada às óperas de Richard Strauss, especialmente Salomé e Elektra, além de óperas contemporâneas.
Nascida em Dortmund, estudou em Munique com Ornelli-Leeb e com Theodor Schenk, com quem mais tarde se casou. Depois de cantar em pequenos papéis, Christel fez a sua estreia oficial em Fürth, como Agathe, em 1935. Ela cantou uma temporada em Plauen, antes de entrar para a lista de principais sopranos na Staatsoper de Dresden através do convite de Karl Böhm, em 1936. Permaneceu na casa até 1950. A soprano começou a aparecer em 1947 tanto na Ópera Estatal de Berlim e na Städtische Oper de Berlim, e depois em 1950 na Ópera Estatal de Munique e  Ópera Estatal de Viena. A partir de 1951, também conta com participações em Salzburgo, Milão, Roma, Bruxelas, Londres, Paris, Buenos Aires, e cantou em Nova Iorque, no Metropolitan Opera, em 1954.
Além de Salomé e a Elektra, alguns dos seus maiores sucessos incluíram; o papel-título em Jenůfa, Marie em Wozzeck, Die Farberin em Die Frau ohne Schatten, Leonora em Fidelio, Elettra em Idomeneo. Ela criou o papel-título de Antígona, de Carl Orff  e Penélope, de Rolf Liebermann .
Uma atriz-cantora dita intensa, com uma voz clara e poderosa de grande alcance, Goltz também atuou em alguns papéis italianos, nomeadamente Turandot.
Christel Goltz morreu em Baden, Áustria, com 96 anos.

## Gravações
- Salomé – Christel Goltz, Inger Karen, Bernd Aldenhoff, Josef Herrmann –  Orquestra Saxã, Joseph Keilberth – Oceana (1950)
- Turandot – Christel Goltz, Hans Hopf, Teresa Stich-Randall, Wilhelm Schirp –  Coro e Orquestra da Rádio Colônia, Georg Solti – Cantus Classics (1956) cantada em alemão